# فوجتش شولميستر
فوجتش شولميستر (بالتشيكية: Vojtěch Schulmeister)‏ هو لاعب كرة قدم تشيكي في مركز الهجوم، ولد في 9 سبتمبر 1983 في أولوموتس في جمهورية التشيك. شارك مع منتخب التشيك تحت 19 سنة لكرة القدم ومنتخب جمهورية التشيك تحت 20 سنة لكرة القدم ومنتخب جمهورية التشيك تحت 21 سنة لكرة القدم. أما مع النوادي، فقد لعب مع أغوف أبيلدورن وألميره سيتي ونادي سيغما أولوموتس ونادي نيترا ونيتشيتشا وهيراكليس ألميلو.

## وصلات خارجية
- فوجتش شولميستر على موقع الاتحاد التشيكي (الإنجليزية)
- فوجتش شولميستر على موقع قاعدة بيانات كرة القدم.إي يو (الإنجليزية)
- فوجتش شولميستر على موقع Soccerway.com (الإنجليزية)
- فوجتش شولميستر على موقع عالم كرة القدم.نت (الإنجليزية)